# Mexichelifer reddelli
Genre
Espèce
Mexichelifer reddelli, unique représentant du genre Mexichelifer, est une espèce de pseudoscorpions de la famille des Cheliferidae.

## Distribution
Cette espèce est endémique de l'État de San Luis Potosí au Mexique. Elle se rencontre dans le grotte Cueva de las Carnicerías à Valle de los Fantasmas à Zaragoza.

## Description
Le mâle mesure 3,61 mm et la femelle 3,99 mm.

## Étymologie
Cette espèce est nommée en l'honneur de James R. Reddell.

## Publication originale
- Muchmore, 1973 : New and little known pseudoscorpions, mainly from caves in Mexico (Arachnida, Pseudoscorpionida). Bulletin of the Association for Mexican Cave Studies, vol. 5, p. 47-62.